# HD 44594
HD 44594，又名CD-48 2259，SAO 217861、HR 2290，是一颗恒星，视星等为6.6，位于銀經256.8，銀緯-25.01，其B1900.0坐标为赤經6h 17m 28.1s，赤緯-48° -25.01′ 17″。